# مزرعه اوج اولر
مزرعه اوج اولر، روستایی است از توابع بخش مرکزی شهرستان ارومیه استان آذربایجان غربی ایران.

## جمعیت
این روستا در دهستان باش‌قلعه قرار داشته و بر اساس سرشماری سال ۱۳۸۵ جمعیت آن ۲۴ نفر (۵ خانوار)
بوده‌است.